# Ceriporiopsis coprosmae
Ceriporiopsis coprosmae är en svampart som först beskrevs av Gordon Herriot Cunningham, och fick sitt nu gällande namn av P.K. Buchanan & Ryvarden 1988. Ceriporiopsis coprosmae ingår i släktet Ceriporiopsis och familjen Phanerochaetaceae.   Inga underarter finns listade i Catalogue of Life.